# 珠江船務

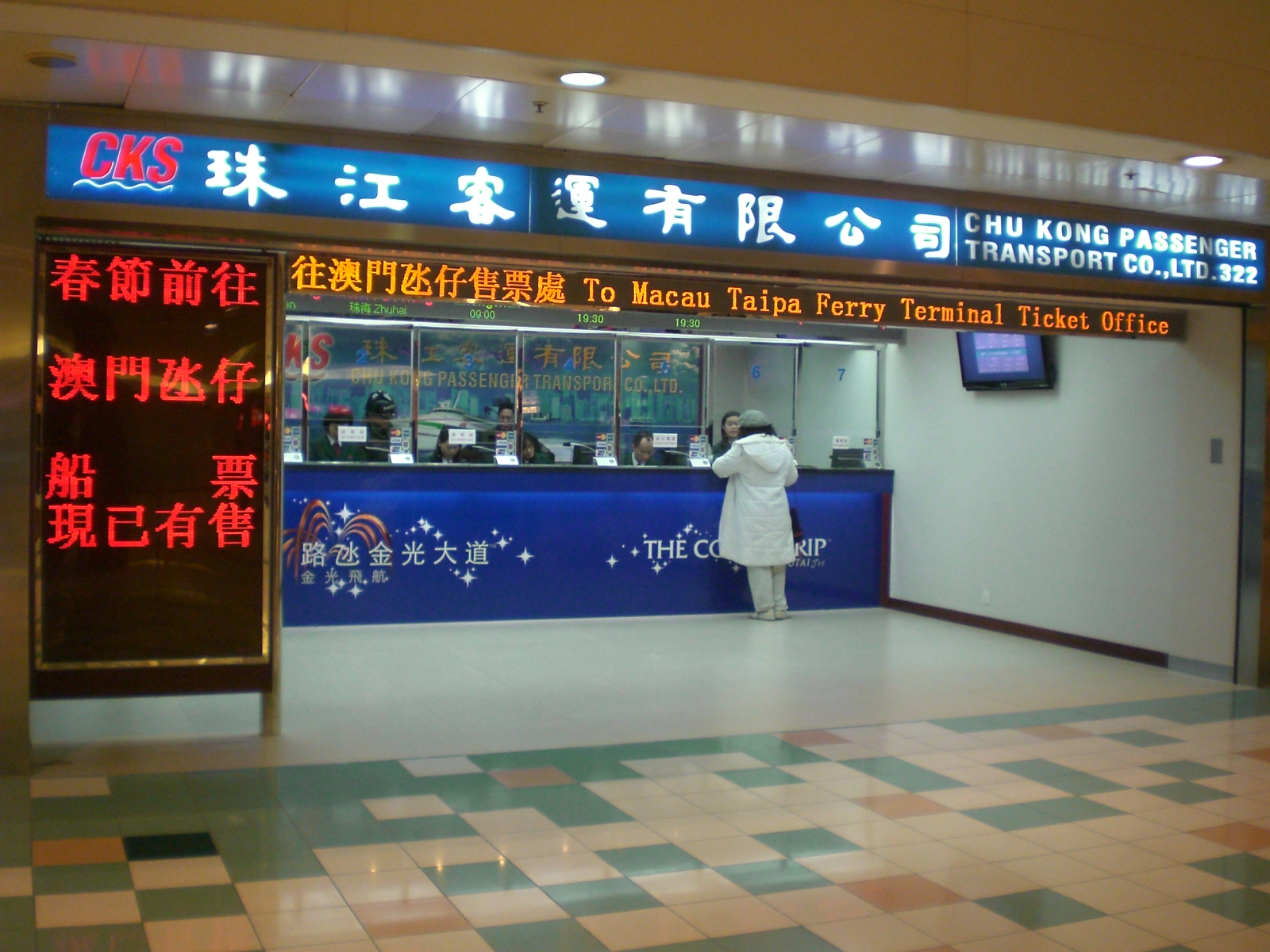
珠江船務在信德中心的售票處

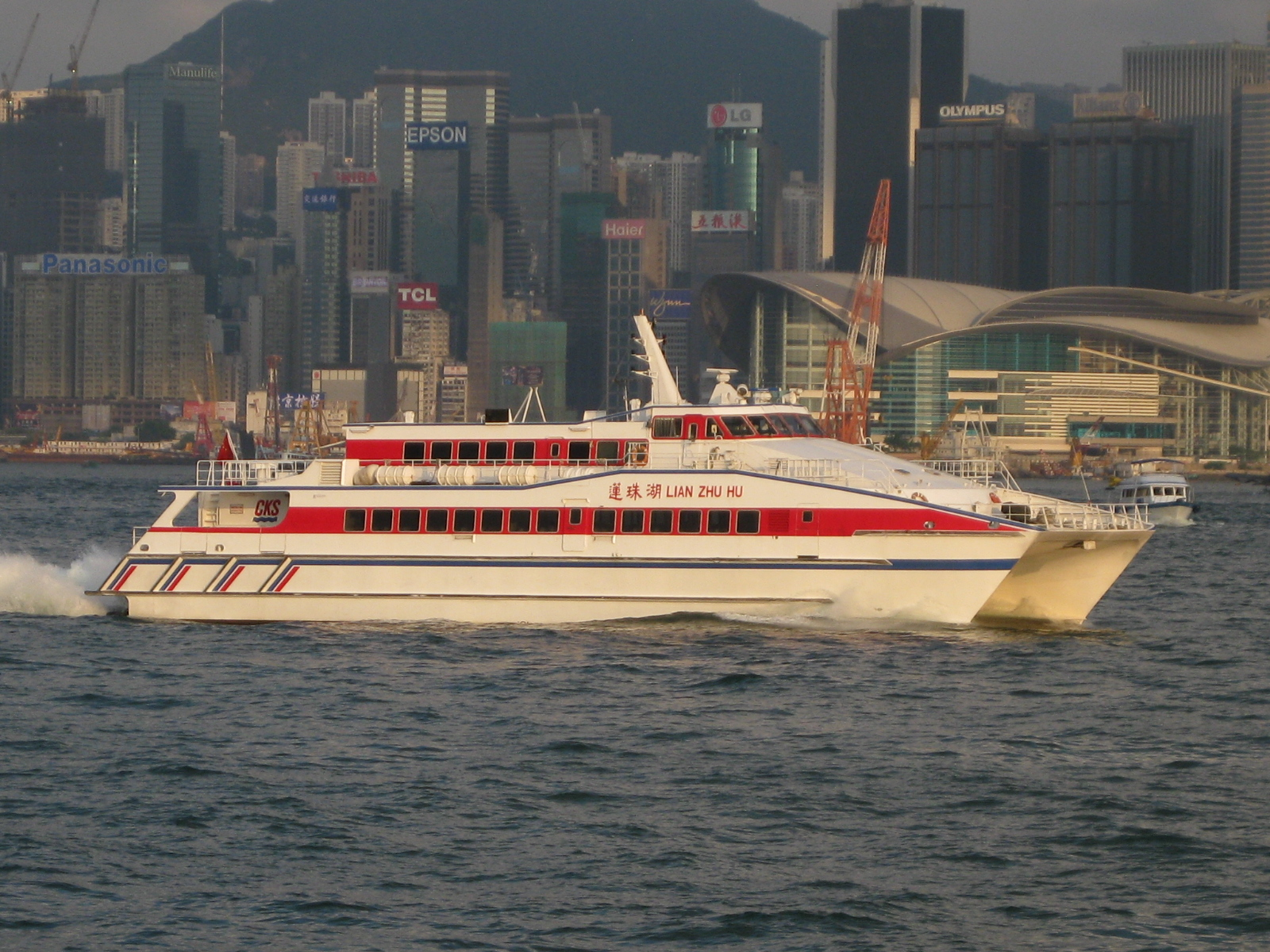
珠江船务的连珠湖号

珠江船務企業（股份）有限公司，簡稱珠江船務（英語：Chu Kong Shipping，港交所：560），前身為「珠江船務發展有限公司」，是珠江船務企業 (集團)有限公司的子公司，公眾持股量只有29% 。 
珠江船務主要營業額是客貨運輸、倉儲、貨櫃、高速公路等。顧客90%都是中國內地及香港居民，資產有80%在香港。
珠江船務總部位於上環干諾道中143號珠江船務大廈，即是信德中心對面。現任主席為劉廣輝。
珠江船務是廣東省航運集團有限公司的成員之一。
2022年3月21日，珠江船務旗下香港國際機場碼頭服務公司，中標香港國際機場中轉大樓巴士旅客和行李服務項目。根據規劃，項目預計於2023年第三季度開始正式運營。今後旅客不僅僅可以從珠三角多個碼頭搭乘高速客船直達香港國際機場禁區，還可以搭乘專營豪華大巴經港珠澳大橋往返香港機場禁區。

## 連結
- CKSD.com （页面存档备份，存于）